# Rostelecom Cup
Cup of Russia (em russo:  Кубок России), também denominada Rostelecom Cup (em russo:  Кубок России) a partir de 2009 por questão de patrocínio, é uma competição internacional e anual de patinação artística disputado desde 1996, e que faz parte do calendário do Grand Prix ISU. A competição tem quatro eventos: individual masculino, individual feminino, duplas e dança no gelo.

## Edições
| Ano  | Edição | Cidade sede     | Sênior | Sênior | Sênior | Sênior | Ref    | Ref         |
| Ano  | Edição | Cidade sede     | M      | F      | P      | D      | Ref    | Ref         |
| ---- | ------ | --------------- | ------ | ------ | ------ | ------ | ------ | ----------- |
| 1996 | 1.ª    | São Petersburgo | •      | •      | •      | •      | [ 1 ]  | [ 2 ] [ 3 ] |
| 1997 | 2.ª    | São Petersburgo | •      | •      | •      | •      | [ 4 ]  | [ 2 ] [ 3 ] |
| 1998 | 3.ª    | Moscou          | •      | •      | •      | •      | [ 5 ]  | [ 2 ] [ 3 ] |
| 1999 | 4.ª    | São Petersburgo | •      | •      | •      | •      | [ 6 ]  | [ 2 ] [ 3 ] |
| 2000 | 5.ª    | São Petersburgo | •      | •      | •      | •      | [ 7 ]  | [ 2 ] [ 3 ] |
| 2001 | 6.ª    | São Petersburgo | •      | •      | •      | •      | [ 8 ]  | [ 2 ] [ 3 ] |
| 2002 | 7.ª    | Moscou          | •      | •      | •      | •      | [ 9 ]  | [ 2 ] [ 3 ] |
| 2003 | 8.ª    | Moscou          | •      | •      | •      | •      | [ 10 ] | [ 2 ] [ 3 ] |
| 2004 | 9.ª    | Moscou          | •      | •      | •      | •      | [ 11 ] | [ 2 ] [ 3 ] |
| 2005 | 10.ª   | São Petersburgo | •      | •      | •      | •      | [ 12 ] | [ 2 ] [ 3 ] |
| 2006 | 11.ª   | Moscou          | •      | •      | •      | •      | [ 13 ] | [ 2 ] [ 3 ] |
| 2007 | 12.ª   | Moscou          | •      | •      | •      | •      | [ 14 ] | [ 2 ] [ 3 ] |
| 2008 | 13.ª   | Moscou          | •      | •      | •      | •      | [ 15 ] | [ 2 ] [ 3 ] |
| 2009 | 15.ª   | Moscou          | •      | •      | •      | •      | [ 16 ] | [ 2 ] [ 3 ] |
| 2010 | 14.ª   | Moscou          | •      | •      | •      | •      | [ 17 ] | [ 2 ] [ 3 ] |
| 2011 | 16.ª   | Moscou          | •      | •      | •      | •      | [ 18 ] | [ 2 ] [ 3 ] |
| 2012 | 17.ª   | Moscou          | •      | •      | •      | •      | [ 19 ] | [ 2 ] [ 3 ] |
| 2013 | 18.ª   | Moscou          | •      | •      | •      | •      | [ 20 ] | [ 2 ] [ 3 ] |
| 2014 | 19.ª   | Moscou          | •      | •      | •      | •      | [ 21 ] | [ 2 ] [ 3 ] |
| 2015 | 20.ª   | Moscou          | •      | •      | •      | •      | [ 22 ] | [ 2 ] [ 3 ] |
| 2016 | 21.ª   | Moscou          | •      | •      | •      | •      | [ 23 ] | [ 2 ] [ 3 ] |
| 2017 | 22.ª   | Moscou          | •      | •      | •      | •      | [ 24 ] | [ 2 ] [ 3 ] |
| 2018 | 23.ª   | Moscou          | •      | •      | •      | •      | [ 25 ] | [ 2 ] [ 3 ] |

Legenda
- Parte do Grand Prix ISU

## Lista de medalhistas

### Individual masculino
| Evento                          | Ouro                         | Prata                          | Bronze                            |
| São Petersburgo 1996 (detalhes) | Alexei Urmanov · Rússia      | Alexei Yagudin · Rússia        | Michael Weiss · Estados Unidos    |
| São Petersburgo 1997 (detalhes) | Alexei Yagudin · Rússia      | Evgeni Plushenko · Rússia      | Viacheslav Zagorodniuk · Ucrânia  |
| Moscou 1998 (detalhes)          | Alexei Urmanov · Rússia      | Evgeni Plushenko · Rússia      | Alexander Abt · Rússia            |
| São Petersburgo 1999 (detalhes) | Evgeni Plushenko · Rússia    | Alexander Abt · Rússia         | Guo Zhengxin · China              |
| São Petersburgo 2000 (detalhes) | Evgeni Plushenko · Rússia    | Ilia Klimkin · Rússia          | Matthew Savoie · Estados Unidos   |
| São Petersburgo 2001 (detalhes) | Evgeni Plushenko · Rússia    | Roman Serov · Rússia           | Ivan Dinev · Bulgária             |
| Moscou 2002 (detalhes)          | Evgeni Plushenko · Rússia    | Li Chengjiang · China          | Alexander Abt · Rússia            |
| Moscou 2003 (detalhes)          | Evgeni Plushenko · Rússia    | Li Chengjiang · China          | Frederic Dambier · França         |
| Moscou 2004 (detalhes)          | Evgeni Plushenko · Rússia    | Johnny Weir · Estados Unidos   | Zhang Min · China                 |
| São Petersburgo 2005 (detalhes) | Evgeni Plushenko · Rússia    | Stéphane Lambiel · Suíça       | Johnny Weir · Estados Unidos      |
| Moscou 2006 (detalhes)          | Brian Joubert · França       | Johnny Weir · Estados Unidos   | Ilia Klimkin · Rússia             |
| Moscou 2007 (detalhes)          | Johnny Weir · Estados Unidos | Stephane Lambiel · Suíça       | Andrei Griazev · Rússia           |
| Moscou 2008 (detalhes)          | Brian Joubert · França       | Tomáš Verner · Chéquia         | Alban Préaubert · França          |
| Moscou 2009 (detalhes)          | Evgeni Plushenko · Rússia    | Takahiko Kozuka · Japão        | Artem Borodulin · Rússia          |
| Moscou 2010 (detalhes)          | Tomáš Verner · Chéquia       | Patrick Chan · Canadá          | Jeremy Abbott · Estados Unidos    |
| Moscou 2011 (detalhes)          | Yuzuru Hanyu · Japão         | Javier Fernández · Espanha     | Jeremy Abbott · Estados Unidos    |
| Moscou 2012 (detalhes)          | Patrick Chan · Canadá        | Takahiko Kozuka · Japão        | Michal Březina · República Tcheca |
| Moscou 2013 (detalhes)          | Tatsuki Machida · Japão      | Maxim Kovtun · Rússia          | Javier Fernández · Espanha        |
| Moscou 2014 (detalhes)          | Javier Fernández · Espanha   | Sergei Voronov · Rússia        | Michal Březina · República Tcheca |
| Moscou 2015 (detalhes)          | Javier Fernández · Espanha   | Adian Pitkeev · Rússia         | Ross Miner · Estados Unidos       |
| Moscou 2016 (detalhes)          | Javier Fernández · Espanha   | Shoma Uno · Japão              | Oleksii Bychenko · Israel         |
| Moscou 2017 (detalhes)          | Nathan Chen · Estados Unidos | Yuzuru Hanyu · Japão           | Mikhail Kolyada · Rússia          |
| Moscou 2018 (detalhes)          | Yuzuru Hanyu · Japão         | Morisi Kvitelashvili · Geórgia | Kazuki Tomono · Japão             |
| Referências:                    |                              |                                |                                   |

### Individual feminino
| Evento                          | Ouro                        | Prata                          | Bronze                            |
| São Petersburgo 1996 (detalhes) | Irina Slutskaya · Rússia    | Julia Lautowa · Áustria        | Olga Markova · Rússia             |
| São Petersburgo 1997 (detalhes) | Irina Slutskaya · Rússia    | Olga Markova · Rússia          | Surya Bonaly · França             |
| Moscou 1998 (detalhes)          | Elena Sokolova · Rússia     | Julia Soldatova · Rússia       | Irina Slutskaya · Rússia          |
| São Petersburgo 1999 (detalhes) | Irina Slutskaya · Rússia    | Julia Soldatova · Rússia       | Elena Sokolova · Rússia           |
| São Petersburgo 2000 (detalhes) | Irina Slutskaya · Rússia    | Elena Sokolova · Rússia        | Sarah Hughes · Estados Unidos     |
| São Petersburgo 2001 (detalhes) | Irina Slutskaya · Rússia    | Viktoria Volchkova · Rússia    | Angela Nikodinov · Estados Unidos |
| Moscou 2002 (detalhes)          | Viktoria Volchkova · Rússia | Sasha Cohen · Estados Unidos   | Irina Slutskaya · Rússia          |
| Moscou 2003 (detalhes)          | Elena Liashenko · Ucrânia   | Carolina Kostner · Itália      | Galina Maniachenko · Ucrânia      |
| Moscou 2004 (detalhes)          | Irina Slutskaya · Rússia    | Shizuka Arakawa · Japão        | Julia Sebestyen · Hungria         |
| São Petersburgo 2005 (detalhes) | Irina Slutskaya · Rússia    | Miki Ando · Japão              | Yoshie Onda · Japão               |
| Moscou 2006 (detalhes)          | Sarah Meier · Suíça         | Julia Sebestyen · Hungria      | Yoshie Onda · Japão               |
| Moscou 2007 (detalhes)          | Kim Yu-Na · Coreia do Sul   | Yukari Nakano · Japão          | Joannie Rochette · Canadá         |
| Moscou 2008 (detalhes)          | Carolina Kostner · Itália   | Rachael Flatt · Estados Unidos | Fumie Suguri · Japão              |
| Moscou 2009 (detalhes)          | Miki Ando · Japão           | Ashley Wagner · Estados Unidos | Alena Leonova · Rússia            |
| Moscou 2010 (detalhes)          | Miki Ando · Japão           | Akiko Suzuki · Japão           | Ashley Wagner · Estados Unidos    |
| Moscou 2011 (detalhes)          | Mao Asada · Japão           | Alena Leonova · Rússia         | Adelina Sotnikova · Rússia        |
| Moscou 2012 (detalhes)          | Kiira Korpi · Finlândia     | Gracie Gold · Estados Unidos   | Agnes Zawadzki · Estados Unidos   |
| Moscou 2013 (detalhes)          | Julia Lipnitskaia · Rússia  | Carolina Kostner · Itália      | Mirai Nagasu · Estados Unidos     |
| Moscou 2014 (detalhes)          | Rika Hongo · Japão          | Anna Pogorilaya · Rússia       | Alaine Chartrand · Canadá         |
| Moscou 2015 (detalhes)          | Elena Radionova · Rússia    | Evgenia Medvedeva · Rússia     | Adelina Sotnikova · Rússia        |
| Moscou 2016 (detalhes)          | Anna Pogorilaya · Rússia    | Elena Radionova · Rússia       | Courtney Hicks · Estados Unidos   |
| Moscou 2017 (detalhes)          | Evgenia Medvedeva · Rússia  | Carolina Kostner · Itália      | Wakaba Higuchi · Japão            |
| Moscou 2018 (detalhes)          | Alina Zagitova · Rússia     | Sofia Samodurova · Rússia      | Lim Eun-soo · Coreia do Sul       |
| Referências:                    |                             |                                |                                   |

### Duplas
| Evento                          | Ouro                                            | Prata                                         | Bronze                                               |
| São Petersburgo 1996 (detalhes) | Mandy Woetzel · Ingo Steuer · Alemanha          | Marina Eltsova · Andrei Bushkov · Rússia      | Oksana Kazakova · Artur Dmitriev · Rússia            |
| São Petersburgo 1997 (detalhes) | Marina Eltsova · Andrei Bushkov · Rússia        | Evgenia Shishkova · Vadim Naumov · Rússia     | Marie Savard-Gagnon · Luc Bradet · Canadá            |
| Moscou 1998 (detalhes)          | Yelena Berezhnaya · Anton Sikharulidze · Rússia | Shen Xue · Zhao Hongbo · China                | Kyoko Ina · John Zimmerman · Estados Unidos          |
| São Petersburgo 1999 (detalhes) | Maria Petrova · Alexei Tikhonov · Rússia        | Shen Xue · Zhao Hongbo · China                | Tatiana Totmianina · Maxim Marinin · Rússia          |
| São Petersburgo 2000 (detalhes) | Yelena Berezhnaya · Anton Sikharulidze · Rússia | Shen Xue · Zhao Hongbo · China                | Dorota Zagórska · Mariusz Siudek · Polónia           |
| São Petersburgo 2001 (detalhes) | Yelena Berezhnaya · Anton Sikharulidze · Rússia | Maria Petrova · Alexei Tikhonov · Rússia      | Sarah Abitbol · Stephane Bernadis · França           |
| Moscou 2002 (detalhes)          | Shen Xue · Zhao Hongbo · China                  | Maria Petrova · Alexei Tikhonov · Rússia      | Julia Obertas · Sergei Slavnov · Rússia              |
| Moscou 2003 (detalhes)          | Tatiana Totmianina · Maxim Marinin · Rússia     | Pang Qing · Tong Jian · China                 | Zhang Dan · Zhang Hao · China                        |
| Moscou 2004 (detalhes)          | Zhang Dan · Zhang Hao · China                   | Julia Obertas · Sergei Slavnov · Rússia       | Aliona Savchenko · Robin Szolkowy · Alemanha         |
| São Petersburgo 2005 (detalhes) | Tatiana Totmianina · Maxim Marinin · Rússia     | Julia Obertas · Sergei Slavnov · Rússia       | Dorota Zagórska · Mariusz Siudek · Polónia           |
| Moscou 2006 (detalhes)          | Aliona Savchenko · Robin Szolkowy · Alemanha    | Maria Petrova · Alexei Tikhonov · Rússia      | Yuko Kavaguti · Alexander Smirnov · Rússia           |
| Moscou 2007 (detalhes)          | Zhang Dan · Zhang Hao · China                   | Aliona Savchenko · Robin Szolkowy · Alemanha  | Yuko Kavaguti · Alexander Smirnov · Rússia           |
| Moscou 2008 (detalhes)          | Zhang Dan · Zhang Hao · China                   | Yuko Kawaguchi · Alexander Smirnov · Rússia   | Tatiana Volosozhar · Stanislav Morozov · Ucrânia     |
| Moscou 2009 (detalhes)          | Pang Qing · Tong Jian · China                   | Yuko Kavaguti · Alexander Smirnov · Rússia    | Keauna McLaughlin · Rockne Brubaker · Estados Unidos |
| Moscou 2010 (detalhes)          | Yuko Kavaguti · Alexander Smirnov · Rússia      | Narumi Takahashi · Mervin Tran · Japão        | Amanda Evora · Mark Ladwig · Estados Unidos          |
| Moscou 2011 (detalhes)          | Aliona Savchenko · Robin Szolkowy · Alemanha    | Yuko Kavaguti · Alexander Smirnov · Rússia    | Stefania Berton · Ondřej Hotárek · Itália            |
| Moscou 2012 (detalhes)          | Tatiana Volosozhar · Maxim Trankov · Rússia     | Vera Bazarova · Yuri Larionov · Rússia        | Caydee Denney · John Coughlin · Estados Unidos       |
| Moscou 2013 (detalhes)          | Aliona Savchenko · Robin Szolkowy · Alemanha    | Vera Bazarova · Yuri Larionov · Rússia        | Kirsten Moore-Towers · Dylan Moscovitch · Canadá     |
| Moscou 2014 (detalhes)          | Ksenia Stolbova · Fedor Klimov · Rússia         | Evgenia Tarasova · Vladimir Morozov · Rússia  | Kristina Astakhova · Alexei Rogonov · Rússia         |
| Moscou 2015 (detalhes)          | Ksenia Stolbova · Fedor Klimov · Rússia         | Yuko Kavaguti · Alexander Smirnov · Rússia    | Peng Cheng · Zhang Hao · China                       |
| Moscou 2016 (detalhes)          | Aliona Savchenko · Bruno Massot · Alemanha      | Natalja Zabijako · Alexander Enbert · Rússia  | Kristina Astakhova · Alexei Rogonov · Rússia         |
| Moscou 2017 (detalhes)          | Evgenia Tarasova · Vladimir Morozov · Rússia    | Ksenia Stolbova · Fedor Klimov · Rússia       | Kristina Astakhova · Alexei Rogonov · Rússia         |
| Moscou 2018 (detalhes)          | Evgenia Tarasova · Vladimir Morozov · Rússia    | Nicole Della Monica · Matteo Guarise · Rússia | Daria Pavliuchenko · Denis Khodykin · Rússia         |
| Referências:                    |                                                 |                                               |                                                      |

### Dança no gelo
| Evento                          | Ouro                                             | Prata                                            | Bronze                                                    |
| São Petersburgo 1996 (detalhes) | Anjelika Krylova · Oleg Ovsyannikov · Rússia     | Irina Lobacheva · Ilia Averbukh · Rússia         | Elizabeth Punsalan · Jerod Swallow · Estados Unidos       |
| São Petersburgo 1997 (detalhes) | Anjelika Krylova · Oleg Ovsyannikov · Rússia     | Irina Lobacheva · Ilia Averbukh · Rússia         | Tatiana Navka · Nikolai Morozov · Bielorrússia            |
| Moscou 1998 (detalhes)          | Anjelika Krylova · Oleg Ovsyannikov · Rússia     | Irina Lobacheva · Ilia Averbukh · Rússia         | Tatiana Navka · Nikolai Morozov · Bielorrússia            |
| São Petersburgo 1999 (detalhes) | Barbara Fusar-Poli · Maurizio Margaglio · Itália | Shae-Lynn Bourne · Viktor Kraatz · Canadá        | Sylwia Nowak · Sebastien Kolasinski · Polónia             |
| São Petersburgo 2000 (detalhes) | Barbara Fusar-Poli · Maurizio Margaglio · Itália | Irina Lobacheva · Ilia Averbukh · Rússia         | Galit Chait · Sergei Sakhanovsky · Israel                 |
| São Petersburgo 2001 (detalhes) | Barbara Fusar-Poli · Maurizio Margaglio · Itália | Galit Chait · Sergei Sakhanovsky · Israel        | Elena Grushina · Ruslan Goncharov · Ucrânia               |
| Moscou 2002 (detalhes)          | Irina Lobacheva · Ilia Averbukh · Rússia         | Tatiana Navka · Roman Kostomarov · Rússia        | Albena Denkova · Maxim Staviyski · Bulgária               |
| Moscou 2003 (detalhes)          | Tatiana Navka · Roman Kostomarov · Rússia        | Tanith Belbin · Benjamin Agosto · Estados Unidos | Galit Chait · Sergei Sakhanovsky · Israel                 |
| Moscou 2004 (detalhes)          | Tatiana Navka · Roman Kostomarov · Rússia        | Elena Grushina · Ruslan Goncharov · Ucrânia      | Federica Faiella · Massimo Scali · Itália                 |
| São Petersburgo 2005 (detalhes) | Tatiana Navka · Roman Kostomarov · Rússia        | Galit Chait · Sergei Sakhanovsky · Israel        | Oksana Domnina · Maxim Shabalin · Rússia                  |
| Moscou 2006 (detalhes)          | Tanith Belbin · Benjamin Agosto · Estados Unidos | Oksana Domnina · Maxim Shabalin · Rússia         | Isabelle Delobel · Olivier Schoenfelder · França          |
| Moscou 2007 (detalhes)          | Oksana Domnina · Maxim Shabalin · Rússia         | Nathalie Péchalat · Fabian Bourzat · França      | Anna Zadorozhniuk · Sergei Verbillo · Ucrânia             |
| Moscou 2008 (detalhes)          | Jana Khokhlova · Sergei Novitski · Rússia        | Oksana Domnina · Maxim Shabalin · Rússia         | Meryl Davis · Charlie White · Estados Unidos              |
| Moscou 2009 (detalhes)          | Meryl Davis · Charlie White · Estados Unidos     | Anna Cappellini · Luca Lanotte · Itália          | Ekaterina Rubleva · Ivan Shefer · Rússia                  |
| Moscou 2010 (detalhes)          | Ekaterina Bobrova · Dmitri Soloviev · Rússia     | Nóra Hoffmann · Maxim Zavozin · Hungria          | Elena Ilinykh · Nikita Katsalapov · Rússia                |
| Moscou 2011 (detalhes)          | Meryl Davis · Charlie White · Estados Unidos     | Kaitlyn Weaver · Andrew Poje · Canadá            | Ekaterina Bobrova · Dmitri Soloviev · Rússia              |
| Moscou 2012 (detalhes)          | Tessa Virtue · Scott Moir · Canadá               | Elena Ilinykh · Nikita Katsalapov · Rússia       | Victoria Sinitsina · Ruslan Zhiganshin · Rússia           |
| Moscou 2013 (detalhes)          | Ekaterina Bobrova · Dmitri Soloviev · Rússia     | Kaitlyn Weaver · Andrew Poje · Canadá            | Madison Chock · Evan Bates · Estados Unidos               |
| Moscou 2014 (detalhes)          | Madison Chock · Evan Bates · Estados Unidos      | Elena Ilinykh · Ruslan Zhiganshin · Rússia       | Penny Coomes · Nicholas Buckland · Reino Unido            |
| Moscou 2015 (detalhes)          | Kaitlyn Weaver · Andrew Poje · Canadá            | Anna Cappellini · Luca Lanotte · Itália          | Victoria Sinitsina · Nikita Katsalapov · Rússia           |
| Moscou 2016 (detalhes)          | Ekaterina Bobrova · Dmitri Soloviev · Rússia     | Madison Chock · Evan Bates · Estados Unidos      | Kaitlyn Weaver · Andrew Poje · Canadá                     |
| Moscou 2017 (detalhes)          | Maia Shibutani · Alex Shibutani · Estados Unidos | Ekaterina Bobrova · Dmitri Soloviev · Rússia     | Alexandra Stepanova · Ivan Bukin · Rússia                 |
| Moscou 2018 (detalhes)          | Alexandra Stepanova · Ivan Bukin · Rússia        | Sara Hurtado · Kirill Khaliavin · Espanha        | Christina Carreira · Anthony Ponomarenko · Estados Unidos |
| Referências:                    |                                                  |                                                  |                                                           |